# マルグリット・ド・レーグル
マルグリット・ド・レーグル（フランス語：Marguerite de L'Aigle, 1104年 - 1141年5月25日）またはマルガリータ・デ・ライグレ（スペイン語：Margarita de L'Aigle）は、ナバラ王ガルシア6世（ガルシア・ラミレス）の最初の妃。ジルベール・ド・レーグルとペルシュ伯ジョフロワ2世の娘ジュリエット・デュ・ペルシュの間の娘。

## 生涯
マルグリットはアングロ＝ノルマンのレーグル領主の娘として、結婚先のナバラとつながりを持っていた。母方の祖母ベアトリス・ド・モンディディエは、アラゴン王・ナバラ王サンチョ1世の妃フェリシー・ド・ルシーの姉であった。また、伯父ペルシュ伯ロトルー3世は1120年の「ホワイトシップの遭難」で、妻、息子、2人の甥（マルグリットの兄弟エンゲヌルフおよびジョフロワ・ド・レーグル）を失った悲劇の後、絶望の中でノルマンディーから逃亡していた。ロトルー3世はマルグリットの母ジュリエットにペルシュ伯領を任せてアラゴンに戻り、最初は戦いに明け暮れたが、2度目にアラゴンを訪れたときにマルグリットの結婚を手配した。

## 結婚と子女
マルグリットは1130年にナバラ王家の末裔であったモンソン領主ガルシア・ラミレスと結婚した。ガルシア・ラミレスが予期せずナバラ王位につく4年前のことであった。ガルシア・ラミレスは1135年の特許状により、「私の妻マルガリータ王妃（uxoris mee Margarite regina）」の助言に基づいて、パンプローナ教会の権利と特権を承認した。
2人の間に以下の子女が生まれた。
- サンチョ6世（1133年 - 1194年）[3] - ナバラ王
- ブランカ（1137年 - 1156年） - カスティーリャ王サンチョ3世と結婚
- マルガリータ（1135年頃 - 1183年） - シチリア王グリエルモ1世と結婚[3]

マルグリットとガルシア・ラミレスの関係は不安定なものであった。マルグリットは多くの愛人を連れて行ったとみられ、フランス人の親戚をひいきにした。マルグリットは次男ロドリゴ（エンリコ）を産んだが、ガルシア・ラミレスは認知を拒否した。マルグリットの死後も、ロドリゴはガルシア・ラミレスから息子として認知されることはなく庶子とされたが、姉マルガリータはロドリゴを庶子として扱うことはなかった。また、ロドリゴ自身も王の息子として振舞った。
マルグリットは1141年5月25日に死去した。死後も数年の間、いくつかの文書にマルグリットの名が記されていた。
夫ガルシア・ラミレスは後に再婚したが、それでも次女マルガリータは母マルグリットのことを懐かしく思い出していたという。